# シャドーゾーン

地震のシャドーゾーン（USGSの作成）

地震学においてシャドーゾーンとは、地球上において地震計が地震のあとに地震波を観測することができない地域のことである。地震が発生すると地震波が震源から球状に放射される。初めに生じたP波（en）は液体である外核で屈折し、震源から地球の中心方向をみて103°から143°までの範囲には届かない。（おおよそ震央から11,570km〜15,570kmの範囲）S波（en）は外核を全く通らず、従って103°より遠くでは観測されない。これは両者の性質の違いによるものである。両者の性質には非圧縮率{\displaystyle k}、密度{\displaystyle p}、剛性率{\displaystyle u}の3つの相違点がある。P波の速さ{\displaystyle v_{P}}は次のように表される。
{\displaystyle v_{P}={\sqrt {(k+{\tfrac {4}{3}}u)/p}}}
ところが、S波の速さ{\displaystyle v_{S}}は
{\displaystyle v_{S}={\sqrt {(u/p)}}}
と表される。そのため、S波の速さは完全に通り抜ける物体の剛性率{\displaystyle u}に左右される。しかし液体の剛性率は0であるため、S波が液体に入射するとその速さも0になってしまう。しかしP波は、液体を通過する際に大分速さは小さくなるがそれを保つことができる。地質学者（en）のリチャード・ディクソン・オルドハムは多くの地震のシャドーゾーンを分析することで、1906年、地球の外核が液体であることを予測した。